# FIFA 97
《FIFA 97》是一款由艺电加拿大制作、艺电发行的体育类游戏。游戏于1996年在Mega Drive、世嘉土星、PlayStation、超级任天堂和Windows上发行。
本游戏是一个足球类游戏。
GameSpot给予PC版本8.2/10的分数。